# Паскера Сан Карло - Зопрана (Кунео)
Паскера Сан Карло - Зопрана је насеље у Италији у округу Кунео, региону Пијемонт.
Према процени из 2011. у насељу је живело 283 становника. Насеље се налази на надморској висини од 566 м.